# Khoa học xã hội

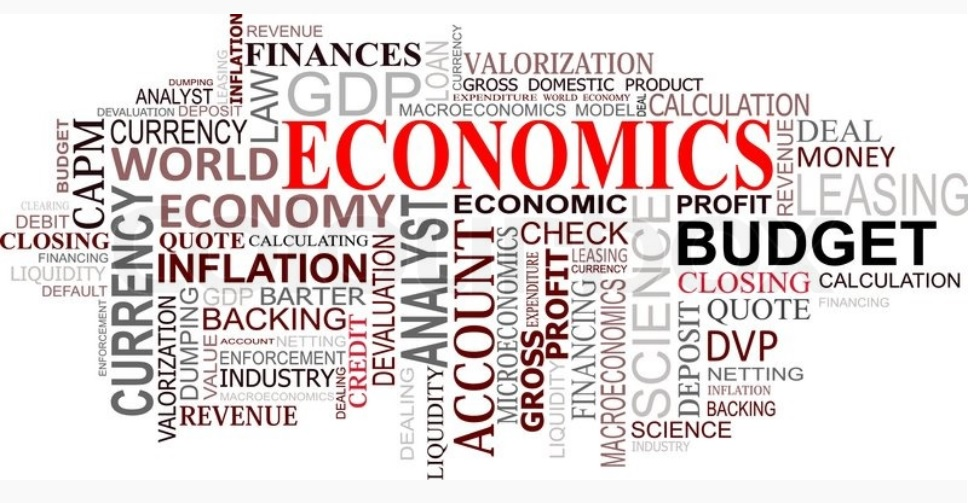
Kinh tế học là một nhánh của khoa học xã hội

Khoa học xã hội (tiếng Anh: Social science) là một trong những nhánh của khoa học, có mục đích nghiên cứu các xã hội và các mối quan hệ giữa các cá nhân trong các xã hội đó. Thuật ngữ này trước đây được sử dụng để chỉ lĩnh vực xã hội học, "khoa học về xã hội" ban đầu, được đặt ra vào thế kỷ 19. Ngoài xã hội học, bây giờ nó bao gồm một loạt các ngành lĩnh vực khác, bao gồm nhân học, khảo cổ học, kinh tế học, địa lý nhân văn, ngôn ngữ học, khoa học quản lý, khoa học truyền thông, khoa học chính trị và tâm lý học.
Các nhà khoa học xã hội theo chủ nghĩa thực chứng sử dụng các phương pháp tương tự như các phương pháp của khoa học tự nhiên làm công cụ để hiểu xã hội, và do đó định nghĩa khoa học theo nghĩa hiện đại chặt chẽ hơn của nó. Ngược lại, các nhà khoa học xã hội theo chủ nghĩa diễn dịch có thể sử dụng phương pháp phê bình xã hội hoặc cách diễn giải tượng trưng hơn là xây dựng các lý thuyết có thể sai theo thực nghiệm, và do đó coi khoa học theo nghĩa rộng hơn của nó. Trong thực hành học thuật hiện đại, các nhà nghiên cứu thường chiết trung, sử dụng nhiều phương pháp luận (ví dụ, bằng cách kết hợp cả nghiên cứu định lượng và định tính). Thuật ngữ nghiên cứu xã hội cũng đã có được một mức độ tự chủ khi các nhà thực hành từ các lĩnh vực khác nhau có cùng mục tiêu và phương pháp.

## Phân ngành
Danh sách sau đây là các lĩnh vực vấn đề, khoa học xã hội ứng dụng và các ngành trong khoa học xã hội.
- Nhân loại học
- Nghiên cứu kinh doanh (Business studies)
- Giáo dục công dân
- Nghiên cứu giao tiếp (Communication studies)
- Tội phạm học
- Nhân khẩu học
- Nghiên cứu phát triển (Development studies)
- Kinh tế học
- Giáo dục
- Nghiên cứu môi trường
- Khoa học dân gian (Folkloristics)
- Nghiên cứu về giới (Gender studies)
- Địa lý nhân văn
- Lịch sử
- Quan hệ lao động (Industrial relations)
- Khoa học thông tin
- Quan hệ quốc tế
- Pháp luật
- Khoa học thư viện
- Ngôn ngữ học
- Nghiên cứu truyền thông (Media studies)
- Chính trị học
- Tâm lý học
- Hành chính công
- Xã hội học
- Công tác xã hội
- Phát triển bền vững

## Các lĩnh vực nghiên cứu bổ sung
Các lĩnh vực ứng dụng bổ sung hoặc liên ngành liên quan đến khoa học xã hội hoặc là khoa học xã hội ứng dụng bao gồm:
- Khảo cổ học
- Nghiên cứu khu vực (Area studies)
- Khoa học hành vi (Behavioural sciences)
- Khoa học xã hội tính toán (?) (Computational social science)
- Nhân khẩu học
- Nghiên cứu phát triển (Development studies)
- Khoa học xã hội môi trường (Environmental social science)
- Nghiên cứu môi trường
- Nghiên cứu về giới (Gender studies)
- Khoa học thông tin
- Quan hệ quốc tế và Giáo dục quốc tế (International education)
- Quản lý pháp lý (?) (Legal management)
- Khoa học thư viện
- Quản lý
- Marketing
- Kinh tế chính trị
- Hành chính công
- Nghiên cứu tôn giáo